# No tenemos miedo
No tenemos miedo è un film documentario del 2021 diretto da Manuele Franceschini.
È stato presentato alla Festa del Cinema di Roma 2021 nella sezione "Riflessi". Patrocinato da Amnesty International, il film documenta le proteste del 2019 a Santiago del Cile.